# Linyphia bicuspis
Linyphia bicuspis là một loài nhện trong họ Linyphiidae.
Loài này thuộc chi Linyphia. Linyphia bicuspis được Frederick Octavius Pickard-Cambridge miêu tả năm 1902.